# Vale LP
Vale LP, seudónimo de Valentina Sanseverino (Nápoles, 5 de octubre de 1999), es una cantautora y rapera italiana.

## Biografía

### Infancia y primeros años
Nacida en 1999 en Nápoles y posteriormente trasladada a Caserta con su familia, Valentina Sanseverino pasó su infancia y adolescencia en Sparanise, en la provincia de Caserta.
En 2018 hizo su debut discográfico publicando su música a través de la plataforma musical SoundCloud, donde se hizo notar por la escena del hip hop con el nombre artístico de "Vale LP", abreviatura de "Vale la Pena". En 2020 lanzó su primer sencillo oficial Carini.

### 2020-2023:Fine fra' meyE sono felice
El 10 de mayo de 2020 lanzó su EP debut Fine fra' me, que contiene cuatro temas y distribuido por el sello Conspiracy Agency. En 2021 participó en la decimoquinta edición del concurso de talentos musicales X Factor, donde fue eliminada durante el tercer episodio de la fase en vivo. Ese mismo año publicó los sencillos Temporale (en colaboración con Close Listen y Zollo), Amerika y Chéri.
En 2022 lanzó los sencillos Giardino y Porcella. El 21 de abril de 2023 se lanzó su nuevo sencillo Saliva, que contó con la colaboración de Tripolare. El 30 de junio lanzó su segundo EP, E sono felice, con seis temas y distribuido por los sellos Epic Records y Sony Music.

### 2023-2024: Sanremo Giovani 2023 y el álbum debutGuagliona
El 19 de noviembre de 2023 participó en la final de la decimoséptima edición del concurso de canto Sanremo Giovani con la canción Stronza, terminando en cuarto lugar pero sin acceder al Festival de San Remo 2024.
El 13 de abril de 2024 se lanzó su nuevo single Fortuna, que anticipó el lanzamiento de su álbum debut Guagliona, con trece temas y distribuido el 17 de mayo por los sellos Sugar Music y Universal Music Italia. El 28 de junio se puso a disposición la canción Guagliona, con Lil Jolie.

### 2024-presente: Sanremo Giovani 2024 y Festival de San Remo 2025
Del 12 de noviembre al 18 de diciembre de 2024, participó en la decimoctava edición del concurso Sanremo Giovani junto a Lil Jolie con la canción Dimmi tu quando sei pronto per fare l'amore, siendo ambas finalistas y obteniendo por tanto la oportunidad de participar en el Festival Sanremo 2025 en la sección "Nuevas propuestas" con la misma canción presentada en Sanremo Giovani. Finalmente, ambos no lograron clasificarse entre los finalistas, siendo eliminados en la semifinal celebrada el 12 de febrero, durante la segunda noche del evento. El 14 de marzo del mismo año se lanzó el single Le ragazze della valle, creado junto a Lil Jolie.

## Discografía

### Álbumes de estudio
- 2024 – Guagliona

### EP
- 2020 – Fine fra' me
- 2023 – E sono felice

### Sencillos
- 2020 – Carini
- 2021 – Temporale (con Close Listen y Zollo)
- 2021 – Amerika
- 2021 – Chéri
- 2022 – Giardino
- 2022 – Porcella
- 2023 – Saliva (feat. Tripolare)
- 2023 – Stronza
- 2024 – Fortuna
- 2024 – Guagliona (feat. Lil Jolie)
- 2024 – Dimmi tu quando sei pronto per fare l'amore (con Lil Jolie)
- 2025 – Le ragazze della valle (con Lil Jolie)

### Colaboraciones
- 2022 – Soliloquio (Lil Jolie feat. Lil Jolie, del EP Bambina )
- 2020 – Non mi capirai mai (CoCo con Lil Jolie y Vale LP, del álbum Floridiana)

## Programas de televisión
- X Factor (Sky Uno, Now, TV8, 2021) - concursante

## Participación en eventos de canto
- Festival de San Remo (Rai 1)
  - 2025 – No fue finalista en la sección "Nuevas Propuestas" con Dimmi tu quando sei pronto per fare l'amore, junto a Lil Jolie
- Sanremo Giovani (Rai 1)
  - 2023 – 4º puesto en la decimoséptima edición con Stronza
  - 2024 – Finalista de la decimoctava edición con Dimmi tu quando sei pronto per fare l'amore, junto a Lil Jolie